# Club Social y Deportivo 4 de Octubre
El Club Social y Deportivo 4 de Octubre (conocido popularmente como Club 4 de Octubre de Hernandarias) es un club deportivo paraguayo, ubicado en el municipio de Hernandarias, departamento de Alto Paraná. Fue fundado el 5 de abril de 1993 y su actividad principal es el fútbol.

## Historia
En sus primeros años el club solo participaba en su liga regional, la Liga Hernandariense de Fútbol (cuarta división), llegando a ganar 6 campeonatos, pero desde el año 2024 inició también su participación en la Primera División B Nacional (tercera división).

Variante simplificada del escudo del club.

## Origen del nombre
El club lleva el nombre de 4 de Octubre, en honor a San Francisco de Asís, cuyo día es el 4 de octubre, esto debido a que el club se encuentra ubicado en el Barrio San Francisco de Hernandarias.
El club también es llamado popularmente como "La Albiceleste del Este", "El Celeste de Acaray"  o "Los Peces", todos estos apodos debido a los colores de su uniforme que son el celeste y el blanco.

## Estadio
Su estadio recibe su nombre porque el predio del club se encuentra cerca del río Acaray y de la represa de Acaray, los cuales sirven de divisoria entre los municipios de Hernandarias y Ciudad Del Este. La palabra Acaray proviene del guaraní "Akara y" que significa "río de los Akará" los cuales son una especie de pez que se encuentra en dichas aguas.

## Palmarés

### Nacionales
- Liga Hernandariense de Fútbol (6): 1993, 2001, 2003, 2004, 2011, 2018.[8][2]